# Dromó (vaixell)

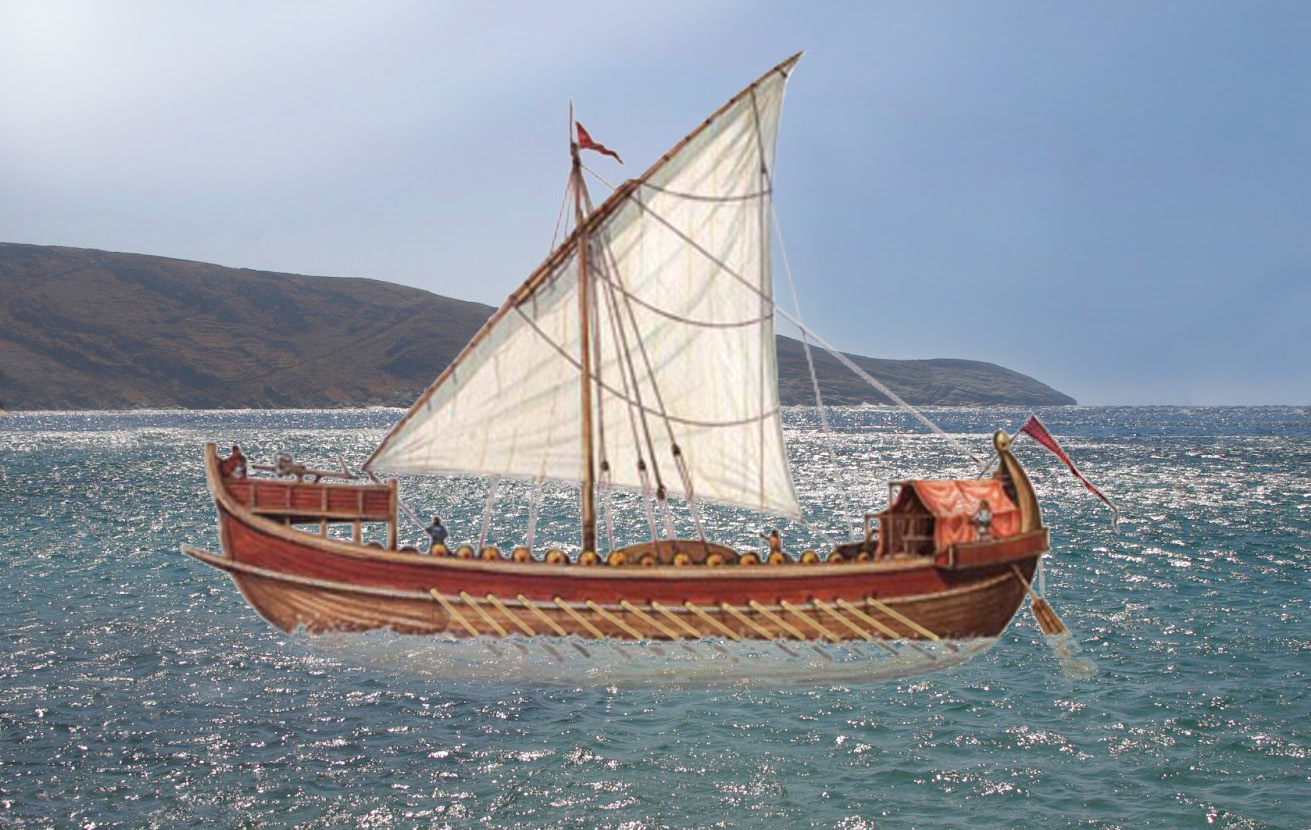
Dromó segons Rafael Monleon (c.1860).

Un dromó és un vaixell de guerra de l'Imperi Romà d'Orient, un dels estendards de la seva flota fins a la caiguda de Constantinoble el 1453.

## Història

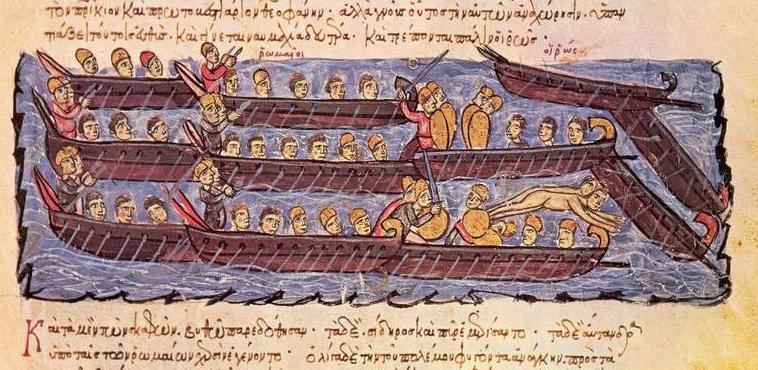
Il·lustració de Escilitzes de Madrid mostrant la flota romana d'Orient repel·lent l'atac rus a Constantinoble l'any 941, i l'ús dels esperons per aixafar els rems dels vaixells dels rus. Les accions d'abordatge i els combats cos a cos van determinar el resultat de la majoria de batalles navals de l'edat mitjana.

Un dromó (del grec δρόμων, dromōn, ‘corredor’) és un vaixell de guerra de l'Imperi Romà d'Orient, un dels estendards de la seva flota fins a la caiguda de Constantinoble el 1453.
Amb el procés de la caiguda de l'Imperi Romà d'Occident, l'emperador romà d'Orient assumí la jurisdicció sobre la totalitat de l'imperi. Constantinoble en fou la capital, i no cau fins al 1453 gràcies a una gran potència militar tant terrestre com marítima.
El dromó era un dels vaixells que formaven la flota imperial, acompanyat d'altres naus com els pàmfils, els monorrems o kelandies. La flota de Constantinoble no es va utilitzar solament per a la conquesta, sinó també per a defensar-se dels nombrosos setges als quals va ser sotmesa la ciutat de Constantinoble.

## Evolució i característiques

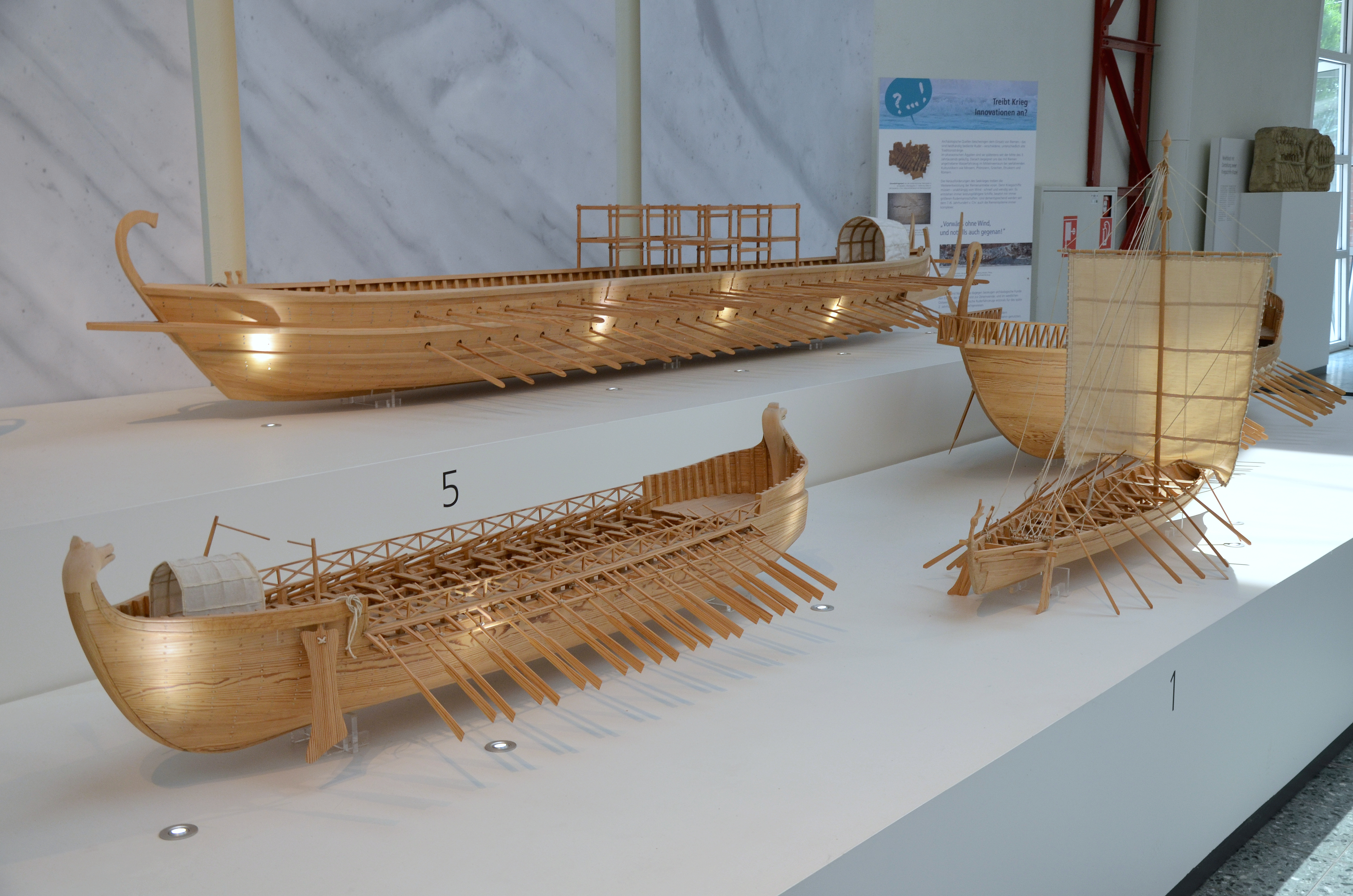
Reconstrucció (a dalt) en escala 1:10 del buc d'un dromó, al Museu de la Navegació Antiga, Mainz

L'aparició i evolució dels vaixells de guerra medievals és un tema de debat i conjectures: fins fa poc, no s'havien oposat restes d'un vaixell de guerra a rem de l'antiguitat ni de l'època medieval primerenca, i la informació va haver de recopilar-se mitjançant l'anàlisi de proves literàries, tosques representacions artístiques i les restes d'alguns bucs mercants (com el naufragi Pantano Longarini del segle vii de Sicília, el vaixell Yassi Ada del segle vii i el naufragi Serçe Limanı del segle xi). Solament en 2005-2006 les excavacions arqueològiques per al projecte Marmaray en la ubicació del port de Teodosi (actual Yenikapi) van descobrir les restes de més de 36 vaixells romans d'Orient del segle vi al x, incloses quatre galeres lleugeres del tipus galea.
L'opinió acceptada és que els principals desenvolupaments que van diferenciar als primers dromons de les liburnies, i que a partir d'ara van caracteritzar a les galeres mediterrànies, van ser l'adopció d'una coberta completa (katastrōma), l'abandó dels ariets en la proa en favor d'una plataforma sobre l'aigua, i la gradual introducció de les veles llatines. Les raons exactes de l'abandó de l'ariet (en llatí: tribuna, en grec: ἔμβολος) no estan clares. Representacions de pics que apunten cap amunt en el manuscrit Virgili del Vaticà del segle iv bé pot il·lustrar que l'ariet ja havia estat reemplaçat per un esperó en les galeres romanes tardanes. Una possibilitat és que el canvi es va produir a causa de l'evolució gradual de l'antiga shell-first («primer el casc»), mètode de construcció del casc amb caixa i espiga, contra el qual havien estat dissenyats carners, en el mètode esquelet-primer, que va produir un casc més fort i flexible, menys susceptible als atacs amb ariet. Certament, a principis del segle vii, la funció original del carner s'havia oblidat, si jutgem pels comentaris d'Isidor de Sevilla que s'usaven per protegir contra col·lisions amb roques submarines. Quant a la vela llatina, diversos autors han suggerit en el passat que va ser introduïda en el Mediterrani pels àrabs, possiblement amb un origen últim a l'Índia. No obstant això, el descobriment de noves representacions i referències literàries en les últimes dècades ha portat als estudiosos a antecedir l'aparició de la vela llatina en el Llevant al període hel·lenístic tardà o romà primerenc. No solament es coneixia la versió triangular, sinó també la quadrilàtera, utilitzada durant segles (principalment en embarcacions més petites) en paral·lel amb veles quadrades.
La flota de Belisari durant la Guerra Vandàlica, com la va descriure Procopi de Cesarea, aparentment estava almenys parcialment equipada amb veles llatines, la qual cosa fa probable que per a aquest moment el llatí s'havia convertit en l'aparell estàndard del dromó,] amb el tradicional vela quadrada caient gradualment del seu ús en la navegació medieval. Aquests dromons del segle vi eren vaixells d'un sol banc ("monorem") de probablement 50 rems, disposats amb 25 rems a cada costat. Una vegada més, a diferència dels vaixells hel·lenístics, que usaven un estabilitzador, aquests s'estenien directament des del casc. En l'últim de dos bancs ("birrem") dromons dels segles ix i x, els dos bancs de rems (elasiai) estaven dividits per la coberta, amb el primer banc de rems situat sota, mentre que el segon banc de rems estava situat damunt de la coberta; s'esperava que aquests remers lluitessin al costat del marins del vaixell en operacions d'abordatge. L'erudit grec Christos Makrypoulias suggereix una disposició de 25 remeros sota i 35 en la coberta a cada costat per un dromó de 120 remers. L'eslora total d'aquests vaixells era probablement d'uns 32 metres. Encara que la majoria dels vaixells contemporanis tenien un sol arbre (histos o katartion), els dromons birrem més grans probablement van necessitar almenys dos arbres per maniobrar amb eficàcia, [18] suposant que una sola vela llatina per a un vaixell d'aquesta grandària hagués aconseguit dimensions ingovernables. El vaixell va ser governat per mitjà de dues pales de timó en la popa (prymnē), que també albergava una tenda (skēnē) que cobria la llitera del capità (krab(b)a(t)us). La proa (prōra) presentava un castell de proa elevat (pseudopation), sota el qual es projectava el sifó per a la descàrrega del foc grec, encara que també es podien portar sifons secundaris enmig del vaixell a banda i banda. Una batallola (kastellōma), en la qual els mariners podien penjar els seus escuts, corria al voltant dels costats del vaixell, proporcionant protecció a la tripulació de coberta. Els vaixells més grans també tenien castells de fusta (xylokastra) a banda i banda entre els arbres, similars als testificats per les liburnes romanes, que proporcionaven als arquers plataformes de tir elevades. L'esperó de proa (peronion) estava destinada a cavalcar sobre els rems d'un vaixell enemic, trencant-los i deixant-ho indefens contra el foc de míssils i les accions d'abordatge.
Els quatre vaixells galeai descoberts en les excavacions de Yenikapi, que daten dels segles x i xi, tenen un disseny i construcció uniformes, la qual cosa suggereix un procés de fabricació centralitzat. Tenen una longitud d'uns 30 metres i estan construïts amb pi negre europeu i plàtan d'orient.

## El vaixell

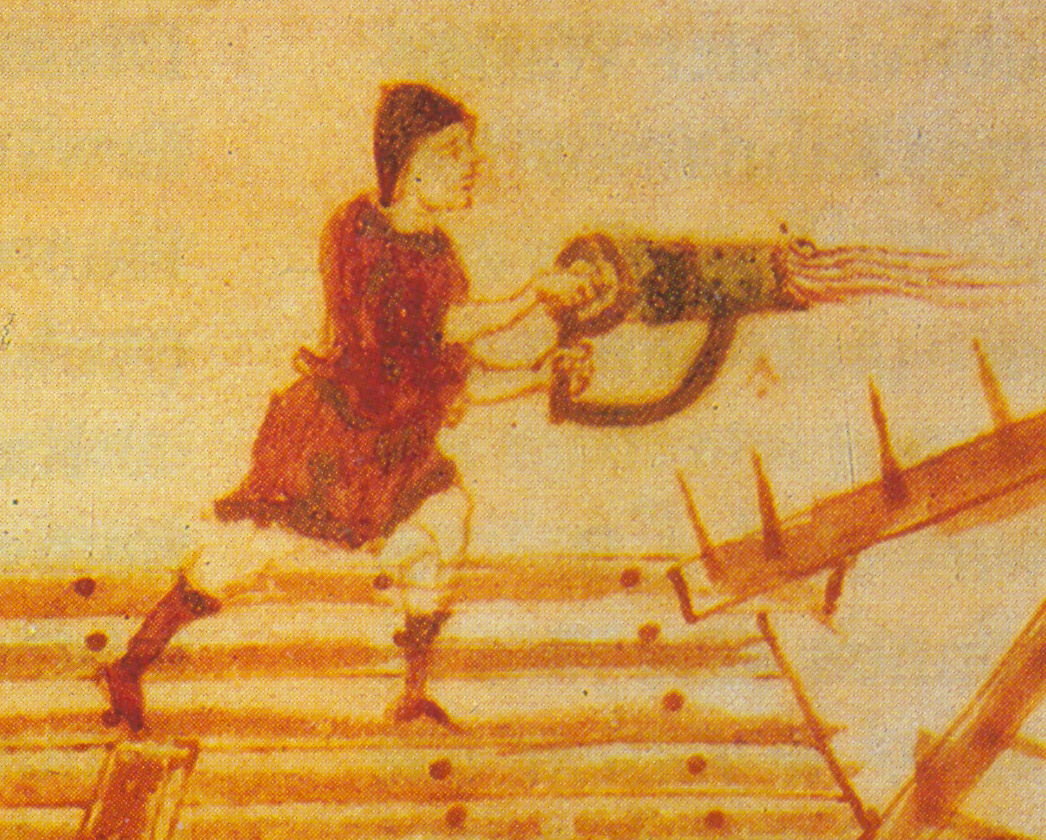
Sifó de mà per llançar el foc grec

Era un vaixell amb una o més veles llatines, i dues files de remers, fet que li donava una gran velocitat. Podia allotjar entre 150 i 200 homes, sovint esclaus. Aquests vaixells estaven armats amb balistes i màquines pesades que projectaven dards de ferro, a part del famós foc grec, com també amb catapultes per disparar-lo, una altra gran arma de l'Imperi Romà d'Orient. Pertanyia a la flota imperial de Constantinoble, i el seu disseny venia precedit pel trirrem, una nau ràpida que al seu torn estava basada en la dels il·liris de la costa adriàtica. Per poder allotjar un nombre tan gran d'homes, tenia de 30 a 50 metres d'eslora i de 5 a 7 metres de mànega.

### El foc grec
El foc grec es llançava amb sifons de bronze, artefactes o armes semblants als actuals llançaflames. Va ser inventat per Cal·línic a Heliòpolis (Baalbek, actualment al Líban) l'any 650 d.C. Es tracta d'una de les principals armes del dromó. Per raó del secretisme que envolta aquesta forma de combat, no se sap com va sorgir ni com es feia servir, però en qualsevol cas tot indica que els ingredients principals eren aigua, nafta, òxid de calci, sofre, resina i salnitre.

## Documents
La consulta de referències concretes sobre el tema, ordenades cronològicament, permet millorar la percepció històrica sobre els dromons. Vegeu, a continuació, una mostra aleatòria de documents.
- c.490. En una carta de Teodoric el Gran, recollida per Cassiodor, s'esmenta la necessitat de construir 1.000 dromons.[30]

- 535-554. En la guerra gòtica (535-554), Belisari va remuntar el Tíber amb 200 dromons.[31]

- c. 550. Procopi de Cesarea, a l’obra De Bello Vandalico, esmenta el dromon per primer cop. El defineix com un vaixell d’un ordre de rems (per banda).[32]

- c.630. Etymologiae. Isidor de Sevilla.[33]

- c.900. Tactica de Lleó VI el Filòsof.[34]
  - Text grec i traducció llatina.[35]
  - Traducció francesa.[36]
  - Traducció italiana (manca el capítol XIX però hi ha els comentaris corresponents).[37]

| «                                                          | Institució XIX: ...Us explicaré, en poques paraules, el que he après sobre el regiment de les trirrems, actualment anomenades dromons...Cada dromó serà allargat, amb una mànega proporcional a l'eslora, i amb dues fileres de rems: una més baixa i l'altra per damunt...A cada filera hi haurà 25 bancs...100 remers en total...Hi pot haver dromons més grans, de 200 remers o més...També hi haurà bastiments més petits, amb una filera de rems per banda, anomenats galiotes, que seràn molt veloces... La vostra galera (la de l'emperador o cap de l'estol), com a veritable cap de tota l'armada, s'ha de distingir de les altres per la grandesa, la força i la qualitat de les tropes embarcades. Es construirà seguint el model dels pàmfils... | » |
| — Tàctica. Institució XIX. Naumàquica. Lleó VI el Filòsof. | |   |

- c.950. A l’obra Sobre l'administració de l'imperi, de Constantí VII Porfirogènit, es parla d’un estol imperial format per seixanta dromons.[39]

- 1113.1114. Liber Maiolichinus. Entre els vaixells de l'estol pisà-català hi havia dromons.[40][41]

- 1191. A la Tercera Croada l'estol de Ricard Cor de Lleó, en salpar de Messina, constava de 13 dromons, 150 busos, 53 galeres i 100 naus de transport.[42][43]

Algunes obres modernes ofereixen un resum de les cites clàssiques i donen explicacions generals (i específiques) sobre el tipus de vaixell considerat.
- 1848. Auguste Jal. Glossaire nautique répertoire polyglotte de termes de marine anciens et modernes.[44]
  - Archéologie navale.[45]

- 1892. “Dromo”. Dictionnaire des antiquités grecques et romaines. Daremberg Saglio.[46]